# 65852 Alle
65852 Alle è un asteroide della fascia principale. Scoperto nel 1997, presenta un'orbita caratterizzata da un semiasse maggiore pari a 2,5517294 au e da un'eccentricità di 0,1409739, inclinata di 3,91276° rispetto all'eclittica.